# زرین خانی (دورود)
زرین خانی روستایی در دهستان چالانچولان بخش سیلاخور شهرستان دورود استان لرستان ایران است.
روستای زرین خانی مابین روستاهای حشوید و حیدرآباد و بعد از زلزله چند سال پیش سیلاخور با روستای باباپشمان یکی و در جوار هم می‌باشند. این روستا قبلاً جزء بروجرد و هم اکنون جز درود می‌باشد. در سال ۱۳۵۸ دارای جمعیت بیشتر بود که بعلت محدود بودن زمین‌های کشاورزی و سخت بودن برداشت محصول کشاورزی به‌ علت کوهستانی و کوهپایه بودن و نبود امکان ادامه تحصیل بیشتر اهالی آن به شهرهای خرم‌آباد و بروجرد مهاجرت نموده‌اند. این روستا دارای مراتع طبیعی و کوه‌های بسیار زیبایی به نام شاه‌نشین و گل گریز و تنگ حشوید می‌باشد.
روستای زرین خانی مابین روستاهای حشوید و حیدرآباد و بعد از زلزله چند سال پیش سیلاخور با روستای باباپشمان یکی و در جوار هم می‌باشند.

## جمعیت
بر پایه سرشماری عمومی نفوس و مسکن در سال ۱۳۹۵ جمعیت این روستا ۱۵ نفر (۴خانوار) بوده‌است.